# Onthophagus pollicatus
Onthophagus pollicatus là một loài bọ cánh cứng trong họ Bọ hung (Scarabaeidae).